# 나라와역
나라와역(일본어: 成岩駅)은 일본 아이치현 한다시에 위치한 나고야 철도 고와선의 철도역이다. 역 번호는 KC 13이며, 상대식 승강장 2면 2선의 구조를 갖춘 지상역이다.

## 타는 곳
| 1 | ■ 고와선 | 하행 | 고와 · 우쓰미 방면              |
| 2 | ■ 고와선 | 상행 | 오타가와 · 나고야 · 쓰시마 방면 |

## 이용 현황
- 2013년 기준 : 2,277명

## 역 주변
- 한다 시립 나라와 소학교 · 중학교

## 인접 역
| 나고야 철도 고와선           | 나고야 철도 고와선 | 나고야 철도 고와선       |
| ---------------------------- | ------------------ | ------------------------ |
| KC 12 지타한다 오타가와 방면 | ■ 고와선           | 아오야마 KC 14 고와 방면 |